# Локсберг (Арканзас)
Локсберг (англ. Lockesburg, Arkansas) — город, расположенный в округе Севир (штат Арканзас, США) с населением в 711 человек по статистическим данным переписи 2000 года.

## География
По данным Бюро переписи населения США город Локсберг имеет общую площадь в 9,06 квадратных километров, водных ресурсов в черте населённого пункта не имеется.
Город Локсберг расположен на высоте 132 метра над уровнем моря.

## Демография
По данным переписи населения 2000 года в Локсберге проживало 711 человек, 197 семей, насчитывалось 276 домашних хозяйств и 328 жилых домов. Средняя плотность населения составляла около 77,3 человек на один квадратный километр. Расовый состав Локсберга по данным переписи распределился следующим образом: 92,55 % белых, 4,50 % — чёрных или афроамериканцев, 0,70 % — представителей смешанных рас, 2,25 % — других народностей. Испаноговорящие составили 2,95 % от всех жителей города.
Из 276 домашних хозяйств в 37,3 % — воспитывали детей в возрасте до 18 лет, 56,2 % представляли собой совместно проживающие супружеские пары, в 10,9 % семей женщины проживали без мужей, 28,6 % не имели семей. 25,4 % от общего числа семей на момент переписи жили самостоятельно, при этом 13 % составили одинокие пожилые люди в возрасте 65 лет и старше. Средний размер домашнего хозяйства составил 2,58 человек, а средний размер семьи — 3,09 человек.
Население города по возрастному диапазону по данным переписи 2000 года распределилось следующим образом: 30,8 % — жители младше 18 лет, 9,3 % — между 18 и 24 годами, 26,7 % — от 25 до 44 лет, 20,4 % — от 45 до 64 лет и 12,8 % — в возрасте 65 лет и старше. Средний возраст жителей составил 31 год. На каждые 100 женщин в Локсберге приходилось 94,8 мужчин, при этом на каждые сто женщин 18 лет и старше приходилось 87,1 мужчин также старше 18 лет.
Средний доход на одно домашнее хозяйство в городе составил 27 132 доллара США, а средний доход на одну семью — 31 625 долларов. При этом мужчины имели средний доход в 25 729 долларов США в год против 17 813 долларов среднегодового дохода у женщин. Доход на душу населения в городе составил 12 092 доллара в год. 11,3 % от всего числа семей в округе и 19 % от всей численности населения находилось на момент переписи населения за чертой бедности, при этом 22,4 % из них были моложе 18 лет и 19,8 % — в возрасте 65 лет и старше.